# Klotlök
Klotlök (Allium sphaerocephalon) är en art i familjen amaryllisväxter som växer naturligt från centrala och södra Europa till Kaukasus och norra Afrika. Arten odlas som trädgårdsväxt i Sverige.